# 岩手県交通北上営業所
岩手県交通北上営業所（いわてけんこうつうきたかみえいぎょうしょ）は、岩手県北上市にあり、北上地区の一般路線及び北上・花巻を起点とする昼夜行高速バス・貸切バスを管轄する営業所である。
湯本バスターミナルを管理下に置いていた。

## 所在地
- 営業所本所：岩手県北上市村崎野14地割426-3
- さくら野百貨店北上店[1][2]：岩手県北上市本通り（定期券・バスカード・一部高速バス乗車券など取り扱い、営業日・営業時間要確認）

## 沿革
- 19xx年 - 開設。
- 199x年 - 「特急おばこ号」（北上 - 湯沢）運行開始。
- 199x年 - 特急おばこ号廃止。
- 199x年 - 北上深夜線運行開始。
- 200x年 - 花巻・湯本の両営業所がバスターミナル化され、当営業所の管轄下に入る。
- 2004年4月1日 - 早池峰バスとの間で管理の受委託を実施。車両管理・運転業務等を委託（花巻・湯本両バスターミナルを含む）。
- 2007年3月31日 - 早池峰バスへの管理委託を終了。
- 2009年4月2日 - 北上市コミュニティバスの受託運行開始（早池峰バスより受託者変更）。
- 2010年10月2日 - 循環バス『おでんせ』の運行開始（2011年9月25日までの土曜・日曜のみ試験運行・後に毎日運行へ変更）。
- 2011年9月25日 - 循環バス『おでんせ』の運行終了。
- （時期不明） - 花巻バスターミナルが花巻営業所に再改称。
- 2024年1月19日 - 当営業所管内において地域連携ICカード「Iwate Green Pass」を導入。2月中旬までの間は交通系ICカードのみの車両と、磁気カードのみの車両が混在する形となる[3]。

## 所管路線

### 高速バス
- イーハトーブ号（夜行：紫波・花巻 - 池袋線）

### 一般路線バス

#### 石鳥谷線（旧空港経由石鳥谷線）
- 花北1：北上駅前 - 県立中部病院 - 花巻駅前 - 石鳥谷
- 花北3：北上駅前 - 県立中部病院 - 花巻駅前 - イトーヨーカドー - 石鳥谷
- 花北4：北上駅前 - 県立中部病院 - 花巻駅前
  - 花巻営業所と共管。
  - 2012年2月1日 - 本通り一丁目経由を廃止。
  - 花北1は平日のみ運行。

#### 横川目線

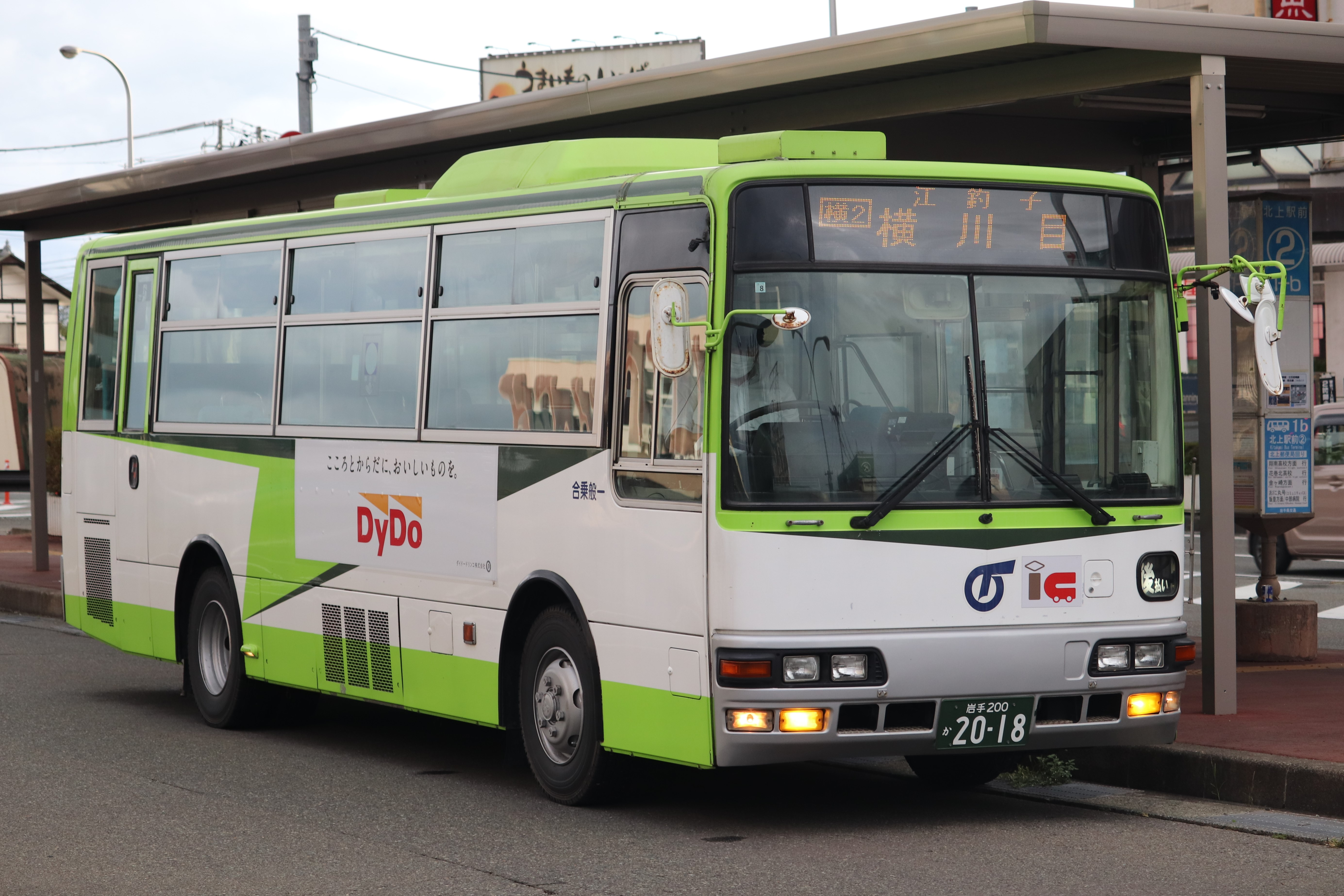
横2・横川目行（2024年9月15日）

- 横2 : 北上駅前 - （本通り経由） - 江釣子 - 藤根 - 藤根十文字 - 横川目
- 横3 : 北上済生会病院 - 北上駅前 - （本通り経由） - 江釣子 - 藤根 - 藤根十文字 - 横川目
- 横5 : 北上駅前 - （本通り経由） - 江釣子 - 藤根 - 藤根十文字
  - 横3・横5は平日のみ運行。

#### 北上翔南高校線
- 翔2：北上済生会病院 - （本石町経由） - 大堤団地 - 翔南高校
- 翔3：北上営業所 - 堤ヶ丘 - 北上市役所前 - （本通り経由） - 石崎 - 翔南高校
- 翔4：北上営業所→村崎野→北上市役所前→（本通り経由）→石崎→翔南高校
- 翔5：北上営業所 - 村崎野 - 北上市役所前 -（本通り経由）- 北上警察署前 - 大堤団地 - 翔南高校
  - 翔3・翔4・翔5は平日のみ運行。

#### 成田・村崎野・花巻北高線
- 成1：花巻北高校 - 花巻駅前 - 北上工業団地 - 黒沢尻工業高校前 - 村崎野駅前 - 上野町 - 北上駅前
- 北2：北上営業所 - 村崎野駅 - 上野町 - 北上駅前
- 工1：北上工業団地北口 - 黒沢尻工業高校前 - 村崎野駅 - 上野町 - 北上駅前
- 北高1：花巻北高校前 - 四日町 - 一日市 - 花巻駅前
  - 北2を除き花巻営業所と共管。
  - 成1・北2・工1は平日のみ運行。

#### 北上市内線
- 北1：北上駅前 - 北上市役所 - 北高西口 - 堤ヶ丘 - 高屋沢 - 北上営業所
  - 平日のみ運行。

## 受託運行路線
- 北上市拠点間交通『おに丸号』
  - 飯豊黒岩線
  - 二子更木線
    - 2009年4月の路線変更に伴い、受託事業者が早池峰バスより変更。
    - 2019年4月の路線改編に伴い、名称を『おに丸号』変更とともに2路線を受託。

## 移管路線

### 湯本温泉線（北上線）
- 横3：町立西和賀さわうち病院　- 湯本温泉 - ほっとゆだ駅 - 横川目 - 煤孫 - 北上駅前 - 県立中部病院
  - 平日2往復のみ
  - 湯本バスターミナルへ移管。

## 廃止路線
特急おばこ号（昼行：北上 - 横手・湯沢線）
- 199x年頃に廃止

北上深夜線
- 盛岡駅前（東口14番のりば）→菜園川徳前→盛岡バスセンター（中三向）→川久保→北高田→矢巾口→日詰→石鳥谷上町→花巻駅前→高屋沢→北上駅前
  - 2011年4月廃止。

横川目・和賀仙人線
- 横1：北上駅前 - （本通り経由） - 江釣子 - 藤根 - 横川目 - 和賀仙人
  - 2011年7月廃止。

村崎野駅・病院線
- 村崎野駅前 - 県立中部病院（直通）
  - 2011年7月廃止。

循環バス『おでんせ』
- 北上営業所 - 村崎野駅前 - 黒沢尻二丁目 - 東小学校入口 - 本石町一丁目 - 堤ヶ丘 - 流通センター - 県立中部病院 - 北上営業所
  - 2010年10月2日～2011年9月25日までの土曜・日曜のみ実験運行（運行終了）。

江釣子線
- 笹3：北上駅前 - さくらホール前 - 滑田 - 笹間 - 舘 - 南中根子 - 不動大橋 - 如来堂前 - 花巻駅前
- 笹4：北上駅前 - さくらホール前 - 滑田 - 笹間 - 舘 - 南中根子 - 不動大橋 - 如来堂前 - 花巻駅前 - イトーヨーカドー前
  - 2012年2月1日廃止。

熊沢線
- 熊1：北上 - （本石町経由） - 展勝地 - 下門岡 - （日高見経由）熊沢（下門岡 - 熊沢・フリー区間）
  - 2012年4月1日廃止。

夏油温泉線
- 夏1：北上駅前 - 瀬美温泉 - 夏油温泉（保育園前 - 水神温泉・フリー区間）
- 11月上旬 - 5月上旬運休。
  - 2015年11月30日廃止。

瀬美温泉線
- 瀬1：北上駅前 - 瀬美温泉（保育園前 - 水神温泉・フリー区間）
- 2015年11月30日廃止。

湯本温泉線（北上線)
- 横4：湯本バスターミナル　- 湯本温泉 - ほっとゆだ駅 - 横川目 - 煤孫 - 北上駅前
  - 平日1便、土・日・祝日の3便

岩黒（江刺）線
（胆江営業所と共管）
- （系統番号なし）：北上駅前 -　まちなかターミナル - 展勝地 - 下門岡 - 稲瀬 - 下台 - 江刺バスセンター
  - 2016年10月1日より平日のみの運行となり、2018年3月31日限りで廃止。

口内線
- 上1：北上駅前 - （市役所経由） - 柧木田 - 口内 - 綾内
  - 平日のみ運行。
  - 2012年2月1日 - 綾内 - 上野田館を廃止、「上野田線」を「口内線」に改称。本石町経由から市役所経由に変更。2020年3月31日廃止。

石鳥谷線（旧空港経由石鳥谷線）
- 花北2：北上駅前 - 県立中部病院 - 花巻駅前 - 花巻空港駅
  - 平日のみ運行。

北上翔南高校・成沢線
- 日1：北上市役所前 - （本石町経由） - 大堤団地 - 翔南高校 - 成沢公民館前
  - 2012年4月1日 - 成沢公民館前 - 日香下間を廃止、路線名を改称。
  - 平日のみ運行。

北上翔南高校線
- 翔1：北上市役所前←（花園町経由）←北上警察署前←石崎←翔南高校
  - 平日のみ運行。

北上市内線
- 工2：北上駅前 - 北上市役所 - 北高西口 - 堤ヶ丘 - 高屋沢 - 北上営業所 - 黒沢尻工業高校前 - 北上工業団地北口
  - 平日のみ運行。
  - 2023年12月29日廃止。

北上金ヶ崎線
- 北上済生会病院 - 北上駅前 - 丁切 - 赤鳥居 - 免許センター入口 - 北方 - 金ケ崎町役場
  - 県南免許センター - 金ヶ崎高校 - 奥州市役所 - 胆沢病院は胆江営業所の管轄。
  - 2024年3月31日を以ていずれも廃止されている。

## 外部サイト
- 北上営業所管内路線図 - 岩手県交通公式サイト、2021年4月1日現在、同年6月11日閲覧